# Montes Metálicos eslovacos

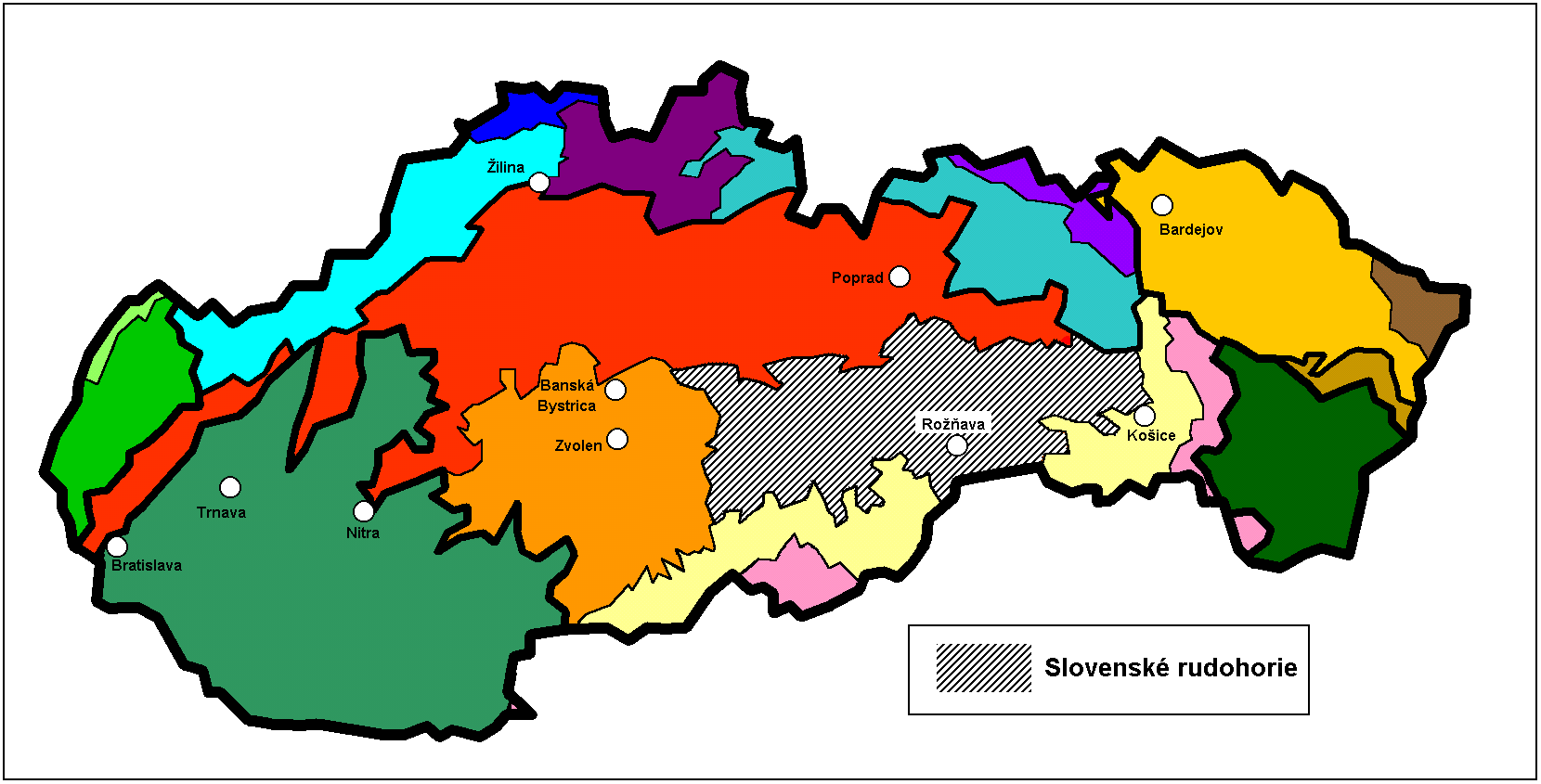
Los Montes Metálicos eslovacos en Eslovaquia

Los Montes Metálicos eslovacos (eslovaco: Slovenské rudohorie, húngaro: Gömör-Szepesi-érchegység, alemán: Slowakisches Erzgebirge o Zips-Gemer-Erzgebirge) son una extensa cadena montañosa dentro de los Cárpatos, situada principalmente en la región eslovaca de Spiš y Gemer, con una pequeña parte en el norte de Hungría. Es la mayor cadena montañosa de Eslovaquia. Geomorfológicamente, los Montes Metálicos eslovacos pertenecen a los Cárpatos Occidentales Interiores.
Las montañas están bordeadas por Zvolen en el oeste, Košice en el este, los ríos Hron y Hornád en el norte, y Juhoslovenská kotlina y la cuenca de Košice ( Košická kotlina ) en el sur. La región incluye la Cueva Domica (jaskyňa Domica), una de las cuevas más grandes de Europa, el Cañón Zádiel y el Castillo Krásna Hôrka .

## Subdivisión
Geomorfológicamente, los Montes Metálicos de Eslovaquia se agrupan dentro de los Cárpatos occidentales interiores. Las montañas no tienen una cresta central, consisten en varias secciones independientes, regiones geomorfológicas:
- Montañas Vepor ( Veporské vrchy )
- Karst de Spiš-Gemer ( Spišsko-gemerský kras )
- Montañas Stolica ( Stolické vrchy )
- Tierras Altas de Revúca ( Revúcka vrchovina )
- Montañas Volovec ( Volovské vrchy )
- Montaña Negra ( Čierna hora )
- Cuenca de Rožňava ( Rožňavská kotlina )
- Karst eslovaco ( Slovenský kras ) y Aggtelek Karst (en húngaro: Aggteleki-karszt ; se encuentra en el norte de Hungría )

## Características
Datos básicos:
- pico más alto: Stolica, 1.476 m AMSL
- longitud: aprox. 140 km
- anchura: aprox. 40 km
- superficie: aprox. 4000 km²

Dado que se trata de una unidad geomorfológica muy extensa, no conviene realizar una caracterización general. La estructura geomorfológica es variada y presenta rocas cristalinas, mesozoicas y volcánicas.
Desde tiempos inmemoriales, sobre todo a principios de la época moderna, las montañas eran, como su nombre indica, muy explotadas, pero ya no lo son.

## Áreas protegidas
Slovenské rudohorie contiene el Parque nacional Muránska planina, el parque nacional del Karst Eslovaco y el parque nacional del Paraíso Eslovaco .